# Акчий
Акчи́й (каз. Ақши) — село у складі Курчумського району Східноказахстанської області Казахстану. Входить до складу Калгутинського сільського округу.
Населення — 162 особи (2021; 260 у 2009, 425 у 1999, 558 у 1989).
Національний склад станом на 1989 рік:
- казахи — 100 %

Станом на 1989 рік село називалось Акший.